# Contea di Rensselaer
La contea di Rensselaer, in inglese Rensselaer County, è una contea dell'est dello Stato di New York negli Stati Uniti. Il capoluogo di contea è Troy.

## Geografia fisica
La contea si trova nella parte orientale dello Stato, al confine con Massachusetts e Vermont. Il fiume Hudson segna il confine occidentale con le contee di Greene, Albany e Saratoga. Il territorio è collinare ad oriente dove si elevano i monti Taconic. Qui il territorio raggiunge la massima elevazione con la Berlin Mountain di 859 metri.
Nell'area centrale si eleva l'altopiano di Rensselaer che decresce gradualmente verso occidente dove si estende la valle del fiume Hudson. Nell'area settentrionale scorre il fiume Hoosic che, dopo aver segnato un tratto del confine settentrionale, sfocia nell'Hudson. L'Hoosic riceve da sud l'emissario della Tomhannock Rervoir, il maggior lago della contea.
Il capoluogo di contea e la maggiore città è Troy che è situata sulla riva orientale dell'Hudson.

### Contee confinanti
- Contea di Washington - nord
- Contea di Bennington (Vermont) - nord-est
- Contea di Berkshire (Massachusetts) - est
- Contea di Columbia - sud
- Contea di Greene - sud-ovest
- Contea di Albany - ovest
- Contea di Saratoga - nord-ovest

## Storia
L'area dell'attuale contea faceva parte della Rensselaerwyck, un'immensa proprietà terriera che si estendeva su entrambe le sponde del fiume Hudson e che fu acquistata dal mercante olandese Kiliaen van Rensselaer (da cui prende il nome la contea) ai nativi Mohawk e Mohicani a partire dal 1630. Quando fu istituita la Province di New York nel 1683, l'area dell'attuale contea faceva parte della contea di Albany. Ne venne separata più di un secolo dopo, nel 1793, per divenire l'attuale contea.

## Comuni
| - Averill Park - Berlin - town - Brunswick - town - Castleton-on-Hudson - village - East Greenbush - town - East Nassau - village - Grafton - town - Hoosick Falls - village - Hoosick - town - Nassau - town | - North Greenbush - town - Petersburgh - town - Pittstown - town - Poestenkill - town - Rensselaer - city - Schaghticoke - town - Schodack - town - Stephentown - town - Troy (capoluogo) - city - Valley Falls - village |